# 毀滅全人類系列
毀滅全人類系列是第一人稱射擊遊戲系列，2005年首度推出於PlayStation 2和Xbox上，總共出到第四代。2019年E3展上公布將推出2020年的新一代遊戲，部分劇情基於前系列重製。
本系列以黑色幽默、高自由度和大規模破壞為特色，融合了傳統UFO陰謀論的多數橋段，主角也是典型的大灰頭外星人Crypto。

## 系列
- 《毀滅全人類（英语：Destroy All Humans! (2005 video game)）》 - 首發：2005年6月21日
- 《毀滅全人類2（英语：Destroy All Humans! 2）》 - 首發：2006年10月17日
- 《毀滅全人類：解放威廉（英语：Destroy All Humans! Big Willy Unleashed）》 - 首發：2008年2月25日
- 《毀滅全人類：種族之戰（英语：Destroy All Humans! Path of the Furon）》 - 首發：2008年12月1日
- 《毀滅全人類（英语：Destroy All Humans! (2020 video game)）》 - 首發：2020年7月28日[3]